# Wilen
Wilen é uma comuna da Suíça, no Cantão Turgóvia, com cerca de 1.823 habitantes. Estende-se por uma área de 2,25 km², de densidade populacional de 810 hab/km². Confina com as seguintes comunas: Kirchberg (SG), Rickenbach, Sirnach, Wil (SG).
A língua oficial nesta comuna é o Alemão.